# Equitazione ai XVII Giochi panamericani
L'equitazione ai XVII Giochi panamericani si è svolta principalmente al Caledon Equestrian Park di Caledon, in Canada, dall'11 al 25 luglio 2015. Così come nei Giochi olimpici uomini e donne competono insieme. 

## Calendario
Tutti gli orari secondo il Central Standard Time (UTC-5).
| Data          | Inizio | Evento                               | Fase           |
| ------------- | ------ | ------------------------------------ | -------------- |
| Sab 11 luglio | 9:00   | Dressage individuale                 | Qualificazioni |
| Sab 11 luglio | 9:00   | Dressage squadre                     | Qualificazioni |
| Dom 12 luglio | 9:00   | Dressage individuale                 | Qualificazioni |
| Dom 12 luglio | 9:00   | Dressage squadre                     | Finale         |
| Mar 14 luglio | 11:00  | Dressage individuale                 | Finale         |
| Ven 17 luglio | 9:00   | Concorso completo individuale        | Qualificazioni |
| Ven 17 luglio | 9:00   | Concorso completo a squadre          | Qualificazioni |
| Sab 18 luglio | 11:00  | Concorso completo individuale        | Qualificazioni |
| Sab 18 luglio | 11:00  | Concorso completo a squadre          | Qualificazioni |
| Dom 19 luglio | 12:00  | Concorso completo individuale        | Finale         |
| Dom 19 luglio | 12:00  | Concorso completo a squadre          | Finale         |
| Mar 21 luglio | 13:00  | Salto ostacoli individuale           | Qualificazioni |
| Mar 21 luglio | 13:00  | Salto ostacoli a squadre             | Qualificazioni |
| Gio 23 luglio | 10:00  | Salto ostacoli individuale           | Qualificazioni |
| Gio 23 luglio | 10:00  | Salto ostacoli individuale a squadre | Qualificazioni |
| Gio 23 luglio | 14:00  | Salto ostacoli individuale           | Qualificazioni |
| Gio 23 luglio | 14:00  | Salto ostacoli a squadre             | Finale         |
| Sab 25 luglio | 12:00  | Salto ostacoli individuale           | Finale         |

## Risultati
- Fra parentesi il nome del cavallo.

| Evento                 | Oro | Perf.   | Argento | Perf.   | Bronzo | Perf.   |
| Salto ostacoli         | |         | |         | |         |
| Individuale (dettagli) | McLain Ward (Rothchild) | 0       | Andrés Rodríguez (Darlon Van Groenhove) | 0       | Lauren Hough (Ohlala) | 4       |
| A squadre (dettagli)   | Stati Uniti Phillip Dutton (Fernhill Fugitive) Lauren Kieffer (Meadowbrooks Scarlett) Marilyn Little (RF Scandalous) Boyd Martin (Pancho Villa) | 133.00  | Brasile Marcio Jorge (Lissy Mac Wayer) Ruy Fonseca (Tom Bombadill Too) Carlos Parro (Caulcourt Landline) Henrique Plombon (Land Quenotte)                         | 140.70  | Canada Colleen Loach (Qorry Blue D'Argouges) Jessica Phoenix (Pavarotti) Waylon Roberts (Bill Owen) Kathryn Robinson (Let It Bee)           | 163.00  |
| Dressage               | |         | |         | |         |
| Individuale (dettagli) | Steffen Peters (Legolas 92) | 80,075  | Laura Graves (Verdades) | 79,825  | Christopher von Martels (Zilvestar) | 79,500  |
| A squadre (dettagli)   | Stati Uniti Sabine Schut-Kery (Sanceo) Kimberly Herslow (Rosmarin) Laura Graves (Verdades) Steffen Peters (Legolas 92)                          | 460,506 | Canada Christopher von Martels (Zilvestar) Brittany Fraser (All In) Megan Lane (Caravella) Belinda Trussell (Anton)                                               | 450,938 | Brasile Leandro da Silva (Di Caprio) Sarah Waddell (Donelly 3) João Marcari Oliva (Xamã dos Pinhais) João Paulo dos Santos (Veleiro do Top) | 414,895 |
| Concorso completo      | |         | |         | |         |
| Individuale (dettagli) | Marilyn Little (RF Scandalous) | 40.30   | Jessica Phoenix (Pavarotti) | 42.10   | Ruy Fonseca (Tom Bombadill Too) | 42.90   |
| A squadre (dettagli)   | Canada Tiffany Foster (Tripple X III) Eric Lamaze (Coco Bongo) Ian Millar (Dixson) Yann Candele (Showgirl) Elizabeth Gingras (Zilversprings)    | 7       | Argentina Matias Albarracín (Cannavaro 9) Luis Pedro Biraben (Abunola) José María Larocca Jr. (Cornet Du Lys) Ramiro Quintana (Whitney) Bruno Passaro (Chicago Z) | 8       | Stati Uniti Georgina Bloomberg (Lilli) Kent Farrington (Gazelle) Lauren Hough (Ohlala) McLain Ward (Rothchild) Todd Minikus (Babalou 41)    | 12      |

## Medagliere
| Posizione | Nazione     | Oro | Argento | Bronzo | Totale |
| --------- | ----------- | --- | ------- | ------ | ------ |
| 1         | Stati Uniti | 5   | 1       | 2      | 8      |
| 2         | Canada      | 1   | 2       | 2      | 5      |
| 3         | Brasile     | 0   | 1       | 2      | 3      |
| 4         | Argentina   | 0   | 1       | 0      | 1      |
| 4         | Venezuela   | 0   | 1       | 0      | 1      |
| Totale    | Totale      | 6   | 6       | 6      | 18     |